# Обонятельный ритм
Обонятельный ритм — ритмическая электрическая активность обонятельного анализатора человека и животных. Вспышка вызванных обонятельных волн имеет форму веретена и обычно проявляется на фазе вдоха.  
Ритм был впервые описан Эдрианом (Adrian, 1942).
Обонятельные вызванные волны в структурах обонятельного мозга регистрируются у позвоночных животных всех классов, в том числе и у человека. Считается, что вызванные волны имеют одинаковую природу у представителей различных классов и видов позвоночных.